# Q'umarkaj
Q'umarkaj, Kumarcaaj, Cumarcaj, Gumarkaaj o Gumarcaj és un jaciment arqueològic al sud-oest del departament del Quiché, a Guatemala. Es coneix també com Utatlán, la traducció en nàhuatl del nom de la ciutat.
Q'umarkaj era una de les ciutats maies més poderoses quan els espanyols envaïren la regió al s. XVI.
Era la capital del Regne dels maies quitxé, en el postclàssic tardà.
A l'inici de la conquesta espanyola, Q'umarkaj era una capital relativament nova, tenint en compte que la capital del Regne quitxé havia estat al principi situada a Jakawitz (identificat com el jaciment Chitinamit) i després a Pismachi.
Q'umarkaj es fundà immediatament al nord de Pismachi durant el regnat de Q'uq'umatz («serp emplomallada» en idioma quitxé) al s. XV.
En termes arqueològics i etnohistòrics, Q'umarkaj és la més coneguda de les capitals de l'altiplà maia del postclàssic tardà.

## Etimologia
Q'umarkaj ve de Q'umqaraq'aj en l'idioma quitxé.
Tot i que sovint es tradueix com «lloc de canya vella o podrida», la traducció més exacta de Q'uma'rka'aaj és «cases de canya podrida» (q'uma'r = «podrida»; ca'aaj = «casa o cabana construïda de canya»).
Els aliats tlaxcalteques que acompanyaven els invasors espanyols ho traduïren al nàhuatl com Tecpan Utatlan.
La paraula Tecpan s'hi afegí per distingir la ciutat com una seu de govern, equivalent a la paraula Tolán utilitzada a Mesoamèrica en temps anteriors.

## Ubicació
Les ruïnes de la ciutat es troben a 2,5 km a l'oest de la ciutat de Santa Cruz del Quiché.
Q'umarkaj ocupa un altiplà de 120.000 m2 envoltada de barrancs amb una profunditat de més de 100 m, que constitueixen una bona defensa natural.
Els barrancs formen part del sistema de drenatge hidrològic que alimenta el riu Negro, que desemboca en el riu Chixoy, i finalment en el riu Usumacinta i el golf de Mèxic.
Una calçada natural al sud-est de l'indret connecta l'altiplà amb la plana a l'est.
Q'umarkaj és el llogaret més gran d'una agrupació de cinc llogarets importants en una àrea de 4 km². Atalaya i Pakaman se'n troben a l'est; Pismachi se'n situa al sud, i Chisalin al nord de Q'umarkaj.
Hi ha indicacions que el terreny entre els llogarets estaven densament poblats.

## Governants
El regne K'iche', era governat per un rei, un altre rei electe (el successor al tron) i dos capitans, és a dir, una junta de quatre dirigents, un per a cadascun dels quatre llinatges més importants de la ciutat de Q'umarkaj.
Aquesta forma de govern era també practicada pels maies de Yucatán.
El llinatge governant era la dinastia dels Kaweq ('pluja'), que trià el rei, i el rei electe.
El rei era conegut com l'Ajpop, 'El de l'estora'.
El rei electe tenia el títol de k'amha Ajpop i la funció d'assistir al rei fins a la successió al poder.
Les cases nobles dels Nijaib i els Saqik van triar el q'alel (jutge suprem) i la casa dels Ajaw K'iche' trià l'atzij winaq (portaveu).

### Q'uq'umatz
Es considera que la ciutat de Q'umarkaj fou fundada al 1400 pel rei k'iche Q'uq'umatz. Hi ha, però, un cert desacord en si Q'uq'umatz era una figura històrica o mitològica. En idioma k'iche' Q'uq'umatz vol dir 'serp emplomallada', un títol que s'usava també en altres llocs de Mesoamèrica. Es probable que Q'uq'umatz fos en realitat el títol de Kotuja', un altre ajpop esmentat en fonts històriques, i que siga la mateixa persona. En el Títol dels senyors de Totonicapán, un document k'iche' que data de principis de l'era colonial, s'esmenta l'ajpop Q'uq'umatz Kotuja'. En el mateix document, son pare apareix com «Kotuja' Q'uq'umatz», i hi ha confusió en els documents k'iche' sobre si és una sola persona o són pare i fill amb noms molt semblants.
Kotuja' Q'uq'umatz es casà amb Xlem, la filla del rei dels Tz'utujils a Malaj, un assentament amerindi prop de San Lucas Tolimán, a la riba del llac d'Atitlan.
A Q'uq'umatz se li atribuïen grans poders màgics i es deia que era capaç de transformar-se en una serp, àguila, jaguar i en sang.
Q'uq'umatz va morir en una batalla contra els k'oja, un poble maia veí.
Q'uq'umatz tingué diversos fills, i un d'ells (K'iq'ab) el succeí com a rei després de la seua mort.

### K'iq'ab
K'iq'ab era el fill Q'uq'umatz Kotuja', l'ajpop anterior.
Es diu que tenia poders màgics, tant com son pare.
K'iq'ab era un rei especialment bèl·lic i durant el seu regnat s'assolí una expansió considerable del Regne k'iche'.
Va sofrir, però, una rebel·lió humiliant que acabà en una ruptura definitiva amb els kaqtxikels, uns aliats clau dels k'iche'.
K'iq'ab va morir al voltant del 1475.

### Tepepul
Tepepul fou el successor de K'iq'ab. Va patir una desastrosa derrota en atacar la capital kaqtxikel a Iximché.

### Tekum
Tekum era fill de K'iq'ab i devia ser el governant k'iche' que morí durant una batalla contra els Tz'utujils, prop del llac d'Atitlan.

## Població
Es creu que la zona de Q'umarkaj devia tenir una població de 15.000 habitants en el postclàssic tardà.
En termes socials, la població de Q'umarkaj es dividia en la noblesa i els seus vassalls.
Els nobles eren els ajaw, mentre que els vassalls eren coneguts com al k'ajol.
La noblesa era formada pels descendents per línia paterna dels cabdills fundadors, que sembla que penetraren a l'altiplà com a conqueridors des de la costa del golf de Mèxic al 1200, i que perderen l'idioma originari i adoptaren el dels seus súbdits.
Els nobles duien atributs reials i eren considerats sagrats.
Els vassalls serviren com a soldats i eren subjectes a les lleis establertes per la noblesa, tot i que poguessen rebre títols militars com a resultat de les seues proeses en el camp de batalla.
Les divisions socials eren profundes i se seguien de manera molt estricta, semblant a les castes.
Els comerciants formaven una classe privilegiada, malgrat que tenien obligacions tributàries envers la noblesa.
A més, hi havia els treballadors rurals i els artesans.
La classe més baixa era la dels esclaus i incloïa els criminals condemnats i presoners de guerra.
Hi havia 24 llinatges (o nimja) importants a Q'umarkaj, tots estretament units als palaus on la noblesa exercia els seus càrrecs.
Nimja, que significa 'casa gran' en idioma k'iche', es refereix als palaus ocupats pels llinatges.
Les seues funcions incloïen negociacions de matrimonis, banquets i conferències cerimonials.
Aquests llinatges eren patrilineals i s'agrupaven en quatre nimja més grans i poderosos, que triaven els governants de Q'umarkaj.
Cap a l'època de la invasió, els quatre nimja governants eren els Kaweq, els Nijaib, els Saqik i els Ajaw K'iche'.
Els Kaweq i els Nijaib tenien nou llinatges principals cadascú, els Ajaw K'iche' quatre i els Saqik dos llinatges.
A banda de triar el rei i el rei electe, la dinastia governant dels Kaweq també incloïa un llinatge que triava els poderosos sacerdots del temple de Q'uq'umatz, la funció secular del qual seria servir d'administradors de la ciutat.

## Història
Restes de terrissa trobades a Q'umarkaj inclouen peces que daten del període preclàssic, però la majoria en són del postclàssic tardà, durant l'apogeu del Regne k'iche'.

### Fundació i expansió
Q'umarkaj fou fundat pel rei Q'uq'umatz al 1400. El lloc es triaria per les seues característiques defensives.
Governant des de Pismachi' i més tard des de Q'umarkaj, Q'uq'umatz amplià molt el Regne k'iche', recolzant-se en una aliança amb els kaqtxikels.
Q'uq'umatz envià la seua filla en casament al senyor dels k'oja, un poble maia assentat a la serra dels Cuchumatanes, entre Sacapulas i Huehuetenango.
En comptes, però, de casar-se com a signe de submissió als k'iche', el rei k'oja, Tekum Sik'om, matà la núvia.<
Açò començà una guerra entre el k'oja i l'aliança k'iche'-kaqchikel de Q'umarkaj, i Q'uq'umatz va morir en combat.
eu fill i successor K'iq'ab en jurà venjar-se i dos anys més tard dirigí, amb el k'amha Ajpop (rei electe), una campanya militar dels k'iche' i kaqtxikels contra els k'oja.
Les forces de K'iq'ab envaïren els k'oja a trenc d'alba, mataren a Tekum Sik'om i capturaren el seu fill.
K'iq'ab recuperà els ossos de son pare i tornà a Q'umarkaj amb molts presoners i tot el jade i metall que trobaren. Les forces de K'iq'ab també conquistaren alguns llogarets a la zona de Sacapulas, i sotmeteren el poble mam prop de Zaculeu.
Durant el regnat de K'iq'ab, molt bel·licós, el Regne quitxé assolí una expansió considerable, arribà a incloure Rabinal, Cobán i Quetzaltenango, i s'estengué al riu Okos a l'oest, prop de la frontera actual entre la costa de Chiapas de Mèxic i la del Pacífic de Guatemala.
Amb el suport dels kaqtxikels, la frontera oriental del regne va ser empesa fins al riu Motagua, i al sud fins a Escuintla.

### Conflicte intern
El 1470 una rebel·lió sacsà Q'umarkaj durant una gran celebració en què es reuniren els representants de tots els pobles importants de l'altiplà.
Dos fills de K'iq'ab, amb alguns dels seus vassalls, es rebel·laren contra el rei, mataren molts senyors d'alt rang, membres del llinatge Kaweq, i guerrers kaqtxikels.
Els rebels intentaren també matar a K'iq'ab, però el defensaren els fills lleials a Pakaman, als afores de la ciutat.
Com a resultat de la rebel·lió, K'iq'ab hagué d'atorgar concessions als dirigents de la rebel·lió i perdé molt de poder polític.
Els nous senyors k'iche' es giraren en contra dels aliats kaqtxikels, que hagueren d'abandonar el Regne k'iche'. Els kaqtxikels fundaren la seua capital a Iximché.
Després de la mort del rei K'iq'ab al 1475, els k'iche' estigueren en guerra contra els kaqtxikels i tz'utujiils, possiblement en un intent de restaurar l'antic poder hegemònic de Q'umarkaj.
Una vegada mort K'iq'ab, les forces de Q'umarkaj atacaren Iximché sota la direcció de Tepepul. Patí una derrota desastrosa, i deixà els k'iche' seriosament afeblits i incapaços de desafiar una altra vegada més els kaqtxikels d'Iximché.
Tekum, el successor de Tepepul, dirigí la campanya dels k'iche' contra els Tz'utujiils, però va morir en combat al sud del llac d'Atitlan.
L'equilibri polític entre els llinatges dominants era fràgil a la fi de la història de Q'umarkaj, i el llinatge dels Nijaib sembla haver desafiat la supremacia de la casa dels Kaweq.

### La caiguda de Q'umarkaj
Al març del 1524, l'invasor Pedro de Alvarado (amb un exèrcit de 250 espanyols i 5.000 a 6.000 yanacona) arribà a Q'umarkaj després d'acceptar la invitació dels governants del Regne k'iche', després d'haver derrotat un exèrcit k'iche' compost per 6.000 guerrers a la vall de Quetzaltenango en una batalla durant la qual va morir Tecún Umán, un dels quatre senyors de la ciutat. Alvarado temia que els senyors k'iche' li hagueren posat un parany, i va preferir acampar a la plana fora de la ciutat. Tement també que 16.000 guerrers k'iche' estaven plegats als afores de la ciutat i considerant que la seua cavalleria no seria capaç de maniobrar als estrets carrers de Q'umarkaj, Alvarado convidà els senyors de la ciutat, Oxib-Keh (el Ajpop) i Beleheb-tzy (el k'amha Ajpop) a visitar-lo al seu campament. Només arribar, es va apoderar d'ells i els empresonà al seu campament. Adonant-se que els governants estaven presos, els guerrers k'iche' atacaren els aliats indígenes dels espanyols i mataren un soldat espanyol. En aquest moment, Alvarado donà l'ordre de cremar vius els senyors k'iche' capturats, i després cremà tota la ciutat de Q'umarkaj.

### Història recent

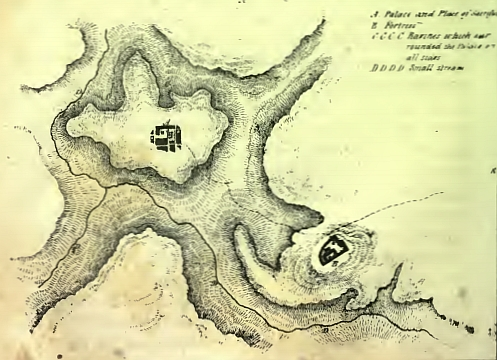
Mapa de Q'umarkaj (Catherwood, 1840)

El lloc estigué àmpliament documentat en l'època colonial. Francisco Ximénez, que va revelar per primera volta l'epopeia k'iche' Popol Vuh, visità Q'umarkaj a la fi del s. XVII.
El 1834, Miguel Rivera i Maestre escrigué un informe sobre el lloc per al govern de Guatemala.
El 1840, John Lloyd Stephens i Frederick Catherwood visitaren el lloc després d'haver llegit l'informe de Rivera i Maestre, i Catherwood feu mapes del lloc i un dibuix del temple de Tohil.
Al 1865, l'arquitecte francés César Daly feu mapes ―que es van perdre― dels cinc llocs agrupats, incloent Q'umarkaj.
Un estudi més detallat l'en feu Alfred P. Maudslay al 1887, publicat entre 1889 i 1902.
Als anys cinquanta i setanta del s. XX, s'hi feren excavacions arqueològiques. Jorge F. Guillemín buidà les ruïnes al 1956, traçà un mapa de les estructures supervivents, així com de la regió central dels k'iche i els llocs satèl·lit de Q'umarkaj.
La Universitat Estatal de Nova York a Albany hi feu excavacions durant tres temporades a la dècada dels setanta.
Kenneth Brown de la Universitat de Houston efectuà excavacions importants a Q'umarkaj al 1977.

## El lloc
És possible visitar-lo, tot i que se n'han fet molt pocs treballs de restauració. En el nucli del lloc es pot observar les restes d'alguns temples piramidals i palaus (en la majoria enderrocats), i un camp per al joc de pilota mesoamericà. En tota la zona de Q'umarkaj hi havia quatre camps per al joc de pilota, un en cadascuna de les quatre divisions polítiques de la ciutat, la qual cosa demostra el paper central del ritual del joc de pilota en la seua organització sociopolítica.
Les pedres tallades que formaven les façanes dels edificis foren saquejades en l'època colonial i portades per a la construcció dels nous edificis de Santa Cruz del Quiché.
L'extracció de materials de construcció hi continuà fins a finals del s. XIX, causant tremends danys a les restes dels antics edificis.
Les principals estructures de Q'umarkaj s'enclavaven al voltant d'una plaça que tenia el terra d'algeps.
Les columnes dels edificis k'iche' de Q'umarkaj semblen indicar que tenia vincles amb la llunyana ciutat de Mayapán a la península de Yucatán.
Les parts paral·leles també incloïen imatges de cranis, efígies encensers, figuretes a la gatzoneta i aplicació generosa d'estuc.
Una anàlisi aèria, combinada amb un estudi de camp de les ruïnes, ha revelat un ordenament en patrons molt estructurats, caracteritzats per repetides combinacions de piràmides i complexos residencials amb molts patis.
Aquestes combinacions repetitives semblen lligar-se als llinatges nimja.
A més sembla existir una divisió del lloc, que el separa en dues meitats, una al nord-oest i l'altra al sud-oest.
La línia divisòria va des de l'oest al llarg d'un carrer cap a la plaça central, creuant el camp de pilota i la plaça, per després separar les branques nord i est del lloc fins a arribar a la vora del barranc al costat oriental.
Dins d'aquesta divisió, hi ha sis complexos nimja a la meitat nord i sis a la meitat sud, encara que és probable que l'afiliació per llinatges s'hi observara massa estrictament en aquesta divisió global, considerant que s'hi trobaren estructures vinculats als Kaweq en ambdues meitats.
Els Kaweq i els seus aliats dominaren la major part del lloc, mentre que els Nijaib' n'ocuparen la part oriental, possiblement fins al lloc satèl·lit de Talaia.

### Temple de Tohil

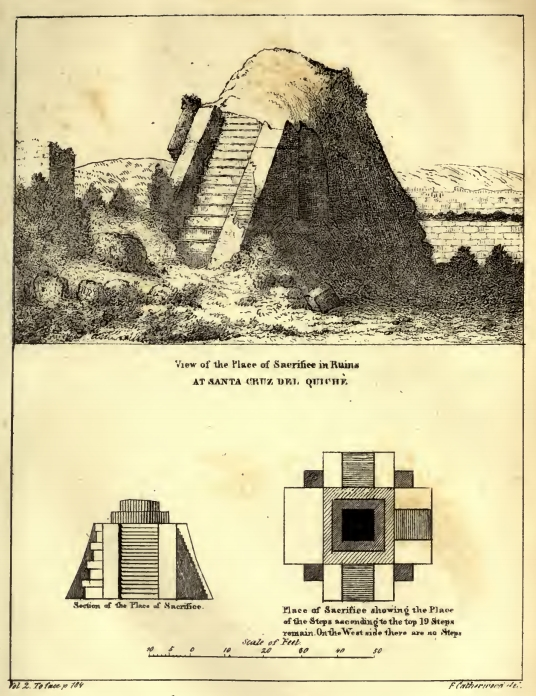
Enderrocs del temple de Tohil a Q'umarkaj el 1840

La plaça central estava dominada pel temple de Tohil, deïtat major de Q'umarkaj, i una deïtat jaguar associada amb el sol i la pluja.
Aquest temple es troba al costat oest de la plaça principal.
El que es veu de les ruïnes són enderrocs i el nucli del temple, amb una obertura on els maies contemporanis encara fan ofrenes cerimonials.
A mitjan s. XIX, l'estat de conservació d'aquest temple era molt millor, John Lloyd Stephens el descrigué.
Originàriament, l'edifici constava d'una piràmide amb escales en tres costats, tots excepte l'oest, i l'edifici del temple al cim.
A la base la piràmide feia 10 m per cada costat i l'exterior de l'edifici estava cobert d'estuc pintat.
La còpia que Catherwood feu del dibuix de Rivera i Maestre mostrava que el cos de la piràmide es dividia en quatre terrasses amb 19 esglaons en cada escala, mentre que el dibuix original de Rivera i Maestre mostra 24 esglaons i sis terrasses.
Francisco Ximénez, en la seua descripció que data de finals del s. XVII, esmenta que el temple era l'edifici més alt de Q'umarkaj.
La identificació del temple com el de Tohil ja era coneguda en vida de Ximénez, quan encara es veien 30 esglaons en cada escala i les restes dels pilars que sostenien el sostre del temple estaven dempeus.
L'estil arquitectònic del temple de Tohil és paregut al dels temples més importants de Mayapán i Chichén Itzá, situats molt més al nord, a la península de Yucatán.
És possible que els pilars suportaren un sostre de maçoneria elaborat.

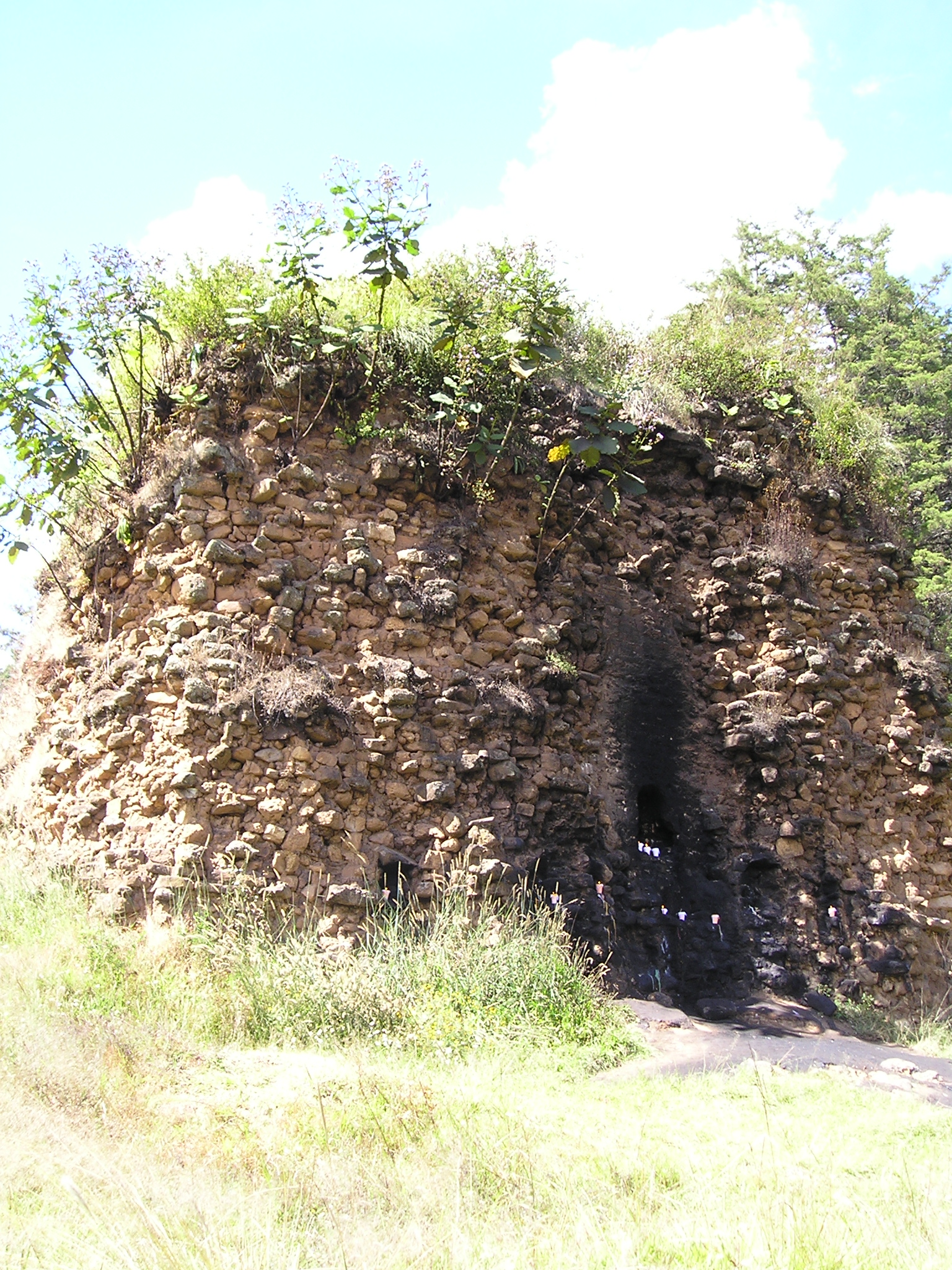
Enderrocs del temple de Tohil a Q'umarkaj el 2006

El temple de Tohil s'utilitzà per a sacrificis humans. Els cossos de les víctimes es devien llençar per l'escala principal, abans de ser decapitades i els caps col·locats en un tzumpan
que era probablement situat al sud-est del temple en una àrea que ara és coberta de runa del temple.
S'ha trobat, pintada sobre l'estuc del temple, la imatge d'un jaguar, un animal que era considerat un Nahual de la dinastia dominant dels Kaweq.

### Temple d'Awilix

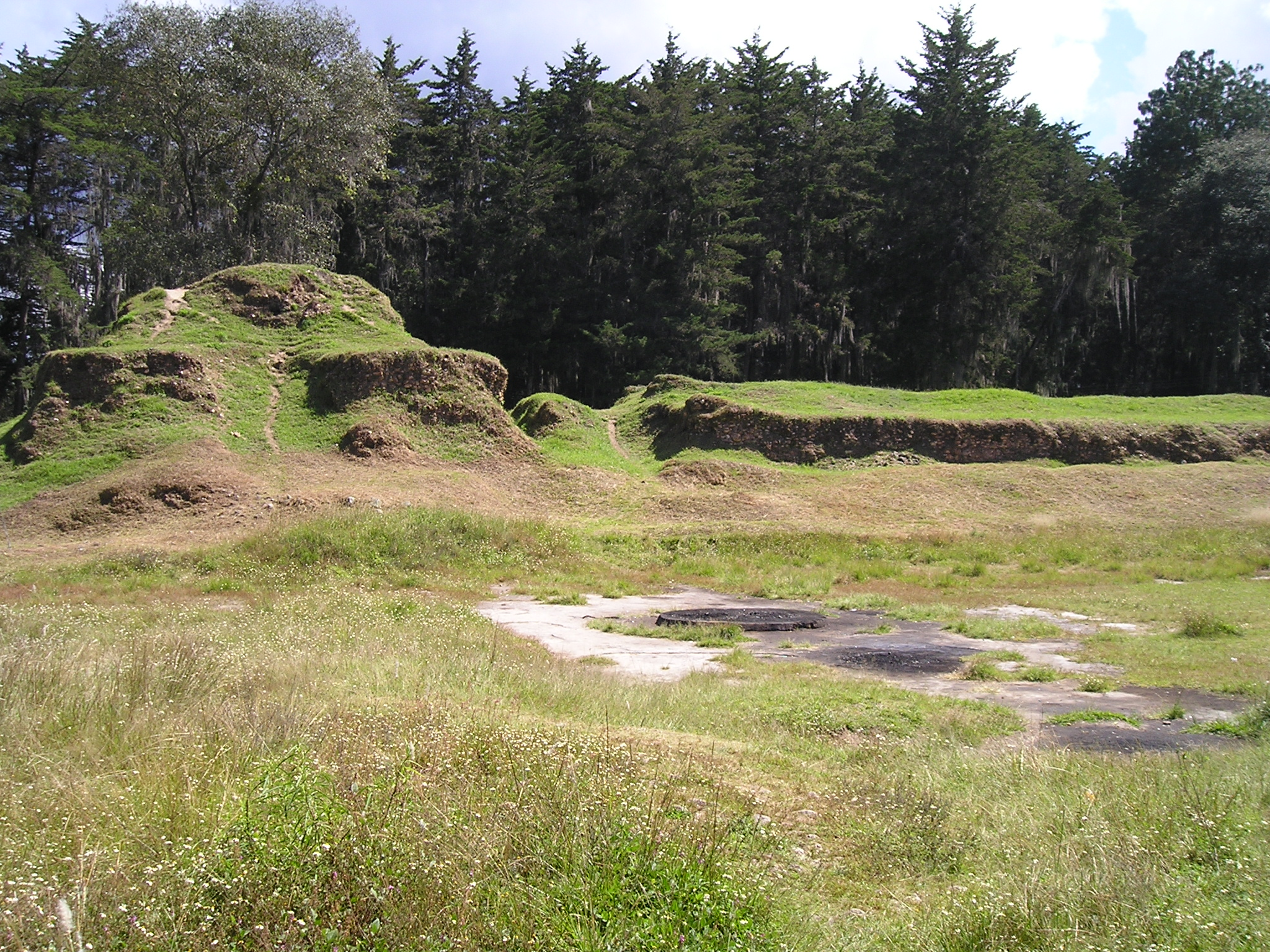
Ruïna del temple d'Awilix

El temple d'Awilix se situa al costat oriental de la plaça; Awilix era la dea patrona del llinatge Nijaib' i s'identifica amb Ixbalanqué, un dels herois bessons en el Popol Vuh.
D'acord amb un dibuix fet per Rivera i Maestre, el temple d'Awilix no era tan alt com el de Tohil, i sembla haver estat el segon edifici més important de Q'umarkaj.
Originàriament, aquest temple tenia una plataforma rectangular suportant una plataforma més petita i l'edifici del temple al costat est.
Una ampla escala pujava el costat oest del temple, i estava flanquejada en el nivell més baix per dos grans plafons de talús tauler.
La capa de pedres que formaven l'exterior de l'edifici ha estat completament arrencada.
El temple té una forma semblant a la d'un dels monticles de temples del costat oest de la primera plaça d'Iximché, la capital postclàssica dels kaqtxikels.
Va haver-n'hi quatre fases principals en la construcció i hi ha proves que el temple havia estat reparat algunes vegades abans de la invasió espanyola.
El sòl de la tercera etapa de la construcció havia estat pintat de color verd fosc.
Les recerques arqueològiques trobaren fragments de cremadors d'encens sota la primera fase de construcció.

### Temple de Jakawitz
Un gran monticle al costat sud de la plaça era el temple de Jakawitz, una deïtat de les muntanyes i patró del llinatge Ajaw K'iche'.
Igual que les altres estructures de Q'umarkaj, tot el revestiment de pedra ha estat furtat, i només en resta un munt d'enderrocs i terra.
Aquesta estructura formava part d'un complex que consistia en un pati encerclat pel temple al costat nord, un palau al costat sud i un edifici llarg a l'est.
No es feren excavacions arqueològiques en el complex de Jakawitz.
Els dibuixos de Rivera i Maestre suggereixen que el temple era un edifici estret, amb quatre o cinc terrasses.

### Temple de Q'uq'umatz
El temple de Q'uq'umatz era un temple circular de la serp emplomallada, i un palau en honor del llinatge Kawek, la dinastia governant de la ciutat.
Ara el que resta visible del temple és una impressió circular en la superfície de la plaça principal.
Es troba entre els temples de Tohil i Awilix, lleument al nord de l'eix central del temple de Tohil i cap al sud de l'eix del temple d'Awilix.
Per les petjades deixades a la plaça, és evident que constava d'un mur circular de 6 m al voltant d'una plataforma circular, amb un passatge circular d'1 m d'ample entre els dos.
L'estructura sostindria un sostre i hi havia petites plataformes de pedra al costat est i oest del temple, cadascuna d'1 m d'ample.
Els sacerdots del temple de Q'uq'umatz procedien d'un llinatge important de la dinastia governant Kaweq, i això era una font de poder i prestigi per als Kaweq.
El temple de Q'uq'umatz degué ser totalment desmantellat poc després de la invasió espanyola, ja que no és esmentat per cap dels visitants en l'època colonial, i els primers dibuixos del lloc només mostren vegetació al lloc on es trobava el temple.
La construcció de temples circulars dedicats a la deïtat de la serp emplomallada era una tradició antiga a la regió cultural mesoamericana.

### Camp del joc de pilota

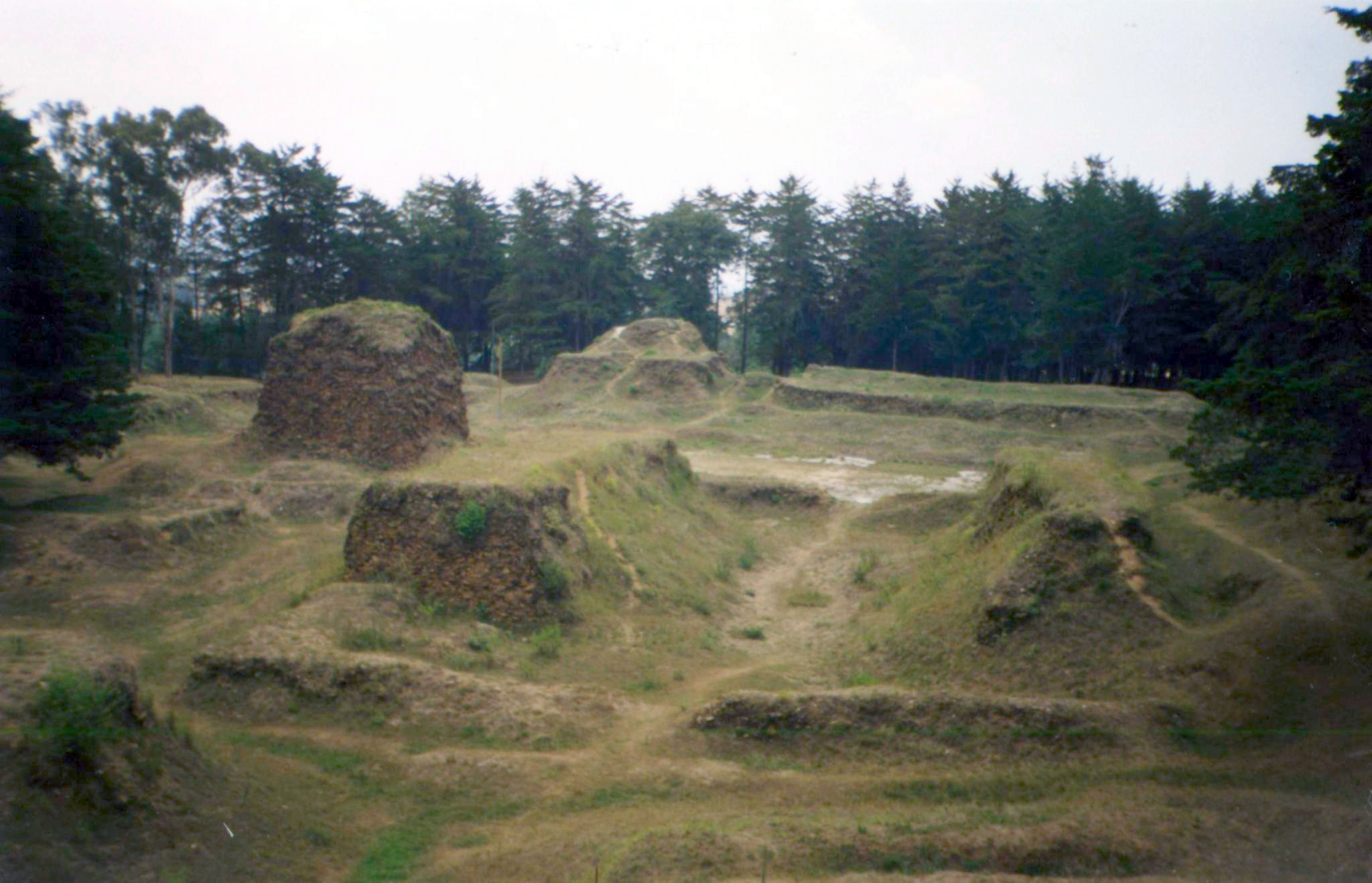
El camp del joc de pilota de Q'umarkaj

El camp del joc de pilota es troba al costat sud-oest de la plaça principal, al sud del temple de Tohil.
El camp encara conserva la seua forma distintiva, tot i que li han furtat les estructures de la cobertura.
El camp era un dels quatre a la zona de Q'umarkaj i fou administrat per la branca Winaq Vuh del llinatge Kaweq.
Té una orientació est-oest amb una longitud de 40 m.
Se situa entre els palaus dels Kaweq i els Ajaw K'iche', que es troben a 15 m al nord i al sud del camp.
En conseqüència, la part nord del camp sembla haver estat associada al llinatge Kaweq i la part sud a l'Ajaw K'iche'.

### Palaus
Un palauet pertanyent al llinatge Nijaib' és darrere del temple d'Awilix.
Aquestes cases de llinatge nimja es troben en tota la ciutat de Q'umarkaj.
Igual que els altres edificis de l'indret, la capa exterior de pedres s'ha perdut.
Els nimja formen llargues estructures rectangulars al costat de les places sobre plataformes amb una alçada d'1 m.
Damunt aquestes plataformes, els palaus solien tenir dos nivells: una avantsala inferior amb sostre i un segon nivell amb les habitacions principals de l'estructura.
Alguns dels palaus més grans tenien algunes escales que donaven accés a l'avantcambra, i molts pilars i portes donaven accés a les cambres de l'edifici principal.
Una altra estructura de palau nimja és al sud-est de la plaça principal.
Unes excavacions realitzades al 1972 hi revelaren una simple superestructura, formada d'una habitació amb un banc a la part posterior i un altar al centre.
S'hi trobaren sis urnes funeràries en les restes del palau, una de les quals trobada prop de l'altar, amb valuoses ofrenes, que incloïa un collaret d'or.
Hi ha rastres de fumerals en cada extrem de la sala principal.

### Altres estructures
A la plaça central hi ha les restes de tretze petites plataformes.
Tres d'elles, que fan 2,5 m d'ample, es troben al nord del temple de Q'uq'umatz.
Una sèrie de cinc estructures semblants també es troben al sud del mateix temple, i s'hi alternen successivament les plataformes quadrades i rodones.
Hi hagué una sisena petita plataforma propera, que era quadrada.
Aquestes plataformes semblen haver sigut altars.
Al sud de la línia de plataformes hi ha petjades de dues plataformes quadrades més grans. Una d'elles feia 10 m per cada costat, i l'altra 8 m.
Entre aquestes dues plataformes hi ha una impressió circular, que representa una altra plataforma d'un tipus diferent.
Les plataformes més grans també poden haver servit d'altars auxiliars als dels temples principals.
Una plataforma més gran a la part nord-occidental de la plaça central, que fa 18 m en cada costat, es troba darrere del temple de Tohil i té una alçada de 2 m.
Tot i que ací també la cobertura de pedres ha desaparegut, s'hi pot veure les restes de sis capes d'algeps en la superfície del sòl de la plataforma.
Aquesta plataforma ha estat identificada com el sokib'al, una plataforma de gladiadors descrita en fonts antigues.
Aquesta plataforma sembla estar estretament vinculada als llinatges militars dels Kaweq, com els Nima Rajpop Achij.
Dues grans plataformes es troben en la secció sud-est de la plaça principal, però no se'n sap l'ús.

### Grutes

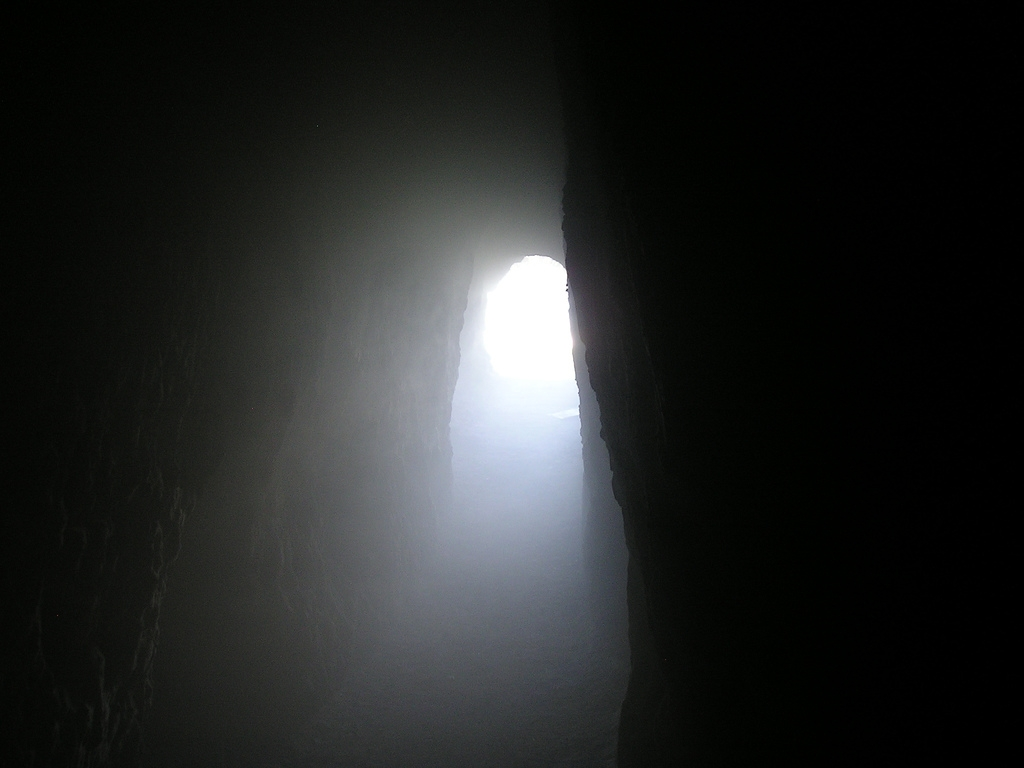
Túnel ple de fum, sota les ruïnes de Q'umarkaj

Hi ha una sèrie de tres túnels de coves que entren en la pedra calcària a la part nord del lloc.
La primera cova és la més extensa, amb una longitud de 30 m, i conté diferents altars tallats en la roca. Un nombre de k'iche' moderns, encara que oficialment catòlics, encara cremen ciris i encens als temples en ruïnes.
Les coves podrien representar Tulán Zuyuá, el 'lloc de les set coves' que es descriu en la llegenda d'origen k'iche' en el Popol Vuh.

## Llocs satèl·lit
Un grup d'altres jaciments arqueològics estan inclosos dins de la zona de Q'umarkaj gran (coneguda com a Utatlán Gran).

### Chisalin
Chisalin es coneix també pels seus noms alternatius de Pilokab' i Muqwitz Pilokab'.
Chisalin es troba a uns centenars de metres al nord de Q'umarkaj.
Les ruïnes són en una estreta franja de terra amb una superfície de 110.000 m envoltada de barrancs.
Al costat nord-est la franja connecta amb un altiplà que forma part de la plana est de Q'umarkaj.
Chisalin té una petita plaça, fortament erosionada, i tota la franja està plena de ruïnes, tret d'una petita secció.

### Pismachi'
Pismachi' (a voltes denominat Ismachi') ocupa un petit altiplà situat a 600 m al sud del nucli, i està envoltat de barrancs fondos.
L'altiplà està separat de l'altiplà de Q'umarkaj pel barranc per on discorre e'Ismachi.
Pismachi' era la capital dels k'iche' abans del seu trasllat al lloc de Q'umarkaj, i probablement la fundaren a primeries del s. XIV.
La ubicació de Pismachi' mai va ser oblidada pels k'iche' locals, encara que els investigadors forans de vegades sí.
El sacerdot francés Charles Étienne Brasseur de Bourbourg localitzà Pismachi' a mitjan s. XIX, després se'n perdé la seva ubicació fins que Jorge Guillemin al 1956 en col·laboració amb el govern de Guatemala la tornà a localitzar. La ubicació en fou confirmada per Robert Carmack al 1969. Tot i que l'altiplà de Pismachi' té dues vegades la grandària de l'altiplà de Q'umarkaj, les ruïnes només ocupen una àrea reduïda a la part sud-est del cim del turó.
Les ruïnes segueixen sent utilitzades per als rituals dels sacerdots maies moderns dels k'iche'.

### Atalaya
Atalaya es troba a una distància de 600 m a l'est del nucli.
El lloc és construït sobre quatre terrasses que dominen la calçada que dona accés a Q'umarkaj, al començament de la plana oriental ocupada per l'actual ciutat de Santa Cruz del Quiché.
El lloc és petit, amb una àrea de 3.250 m².
La població local afirma que hi havia una calçada (o sacbé) que passava per Atalaya, vinculat al llinatge Nijaib. Entre Q'umarkaj i Atalaya hi havia un lloc on es castigava els delinqüents. Atalaya segueix usant-se per a cerimònies i rituals k'iche'. És també un focus de folklore local que relata que Tecún Umán hi és enterrat i que el lloc és freqüentat per esperits Tzitzimit. Fins a finals del s. XX la major part de les terres que formen el lloc eren propietat de la família Rojas, descendents dels reis de Q'umarkaj.

### Pakaman
Pakaman és a 1.000 m d'Atalaya i a 1,6 km a l'est de Q'umarkaj.
Es diu que el mateix sakbe que passa al nord d'Atalaya passa al sud de Pakaman.
El nom originari de Pakaman sembla Panpetaq ('lloc d'arribada') i fou el primer llogaret d'avançada important en el camí d'accés a Q'umarkaj.